# Championnat de Bulgarie de football 1969-1970
Navigation
Saison précédente Saison suivante
La saison 1969-1970 du Championnat de Bulgarie de football était la 46e édition du championnat de première division en Bulgarie. Les seize meilleurs clubs du pays se retrouvent au sein d'une poule unique, la Vissha Professionnal Football League, où ils s'affrontent deux fois, à domicile et à l'extérieur. À l'issue du championnat, les deux derniers du classement sont relégués et remplacés par les deux meilleurs clubs de B PFG.
Le Levski-Spartak Sofia remporte le titre de champion en terminant en tête du classement, avec 3 points d'avance sur le tenant du titre, le CSKA Septemvriysko zname Sofia et 12 points sur le ZhSK-Slavia Sofia. Le Levski-Spartak réussit même le doublé en battant le CSKA en finale de la Coupe de Bulgarie.

## Les 16 clubs participants
| - Levski-Spartak Sofia - CSKA Septemvriysko zname Sofia - PFK Spartak Pleven - Lokomotiv Plovdiv - Krakra Pernishki Pernik - ZhSK-Slavia Sofia - Chernomorets Burgas - Maritsa Plovdiv - Promu de D2 | - Dunav Ruse - Tcherno More Varna - Marek Stanke Dimitrov - Beroe Stara Zagora - Trakia Plovdiv - Botev Vratsa - Akademik Sofia - Etar Veliko Tarnovo - Promu de D2 |

## Compétition

### Classement
Le barème utilisé pour établir le classement est le suivant :
- Victoire : 3 points
- Match nul : 1 point
- Défaite : 0 point

| Rang | Équipe                           | Pts | J  | G  | N  | P  | Bp | Bc | Diff |
| ---- | -------------------------------- | --- | -- | -- | -- | -- | -- | -- | ---- |
| 1    | Levski-Spartak Sofia C           | 50  | 30 | 23 | 4  | 3  | 67 | 17 | +50  |
| 2    | CSKA Septemvriysko zname Sofia T | 47  | 30 | 21 | 5  | 4  | 73 | 29 | +44  |
| 3    | ZhSK-Slavia Sofia                | 38  | 30 | 15 | 8  | 7  | 41 | 31 | +10  |
| 4    | Trakia Plovdiv                   | 34  | 30 | 15 | 4  | 11 | 48 | 34 | +14  |
| 5    | Lokomotiv Plovdiv                | 33  | 30 | 14 | 5  | 11 | 53 | 45 | +8   |
| 6    | Etar Veliko Tarnovo P            | 32  | 30 | 12 | 8  | 10 | 42 | 36 | +6   |
| 7    | Cherno More Varna                | 29  | 30 | 11 | 7  | 12 | 47 | 34 | +13  |
| 8    | Chernomorets Burgas              | 29  | 30 | 10 | 9  | 11 | 33 | 41 | -8   |
| 9    | Akademik Sofia                   | 28  | 30 | 9  | 10 | 11 | 34 | 32 | +2   |
| 10   | Dunav Ruse                       | 27  | 30 | 9  | 9  | 12 | 28 | 34 | -6   |
| 11   | Marek Stanke Dimitrov            | 27  | 30 | 12 | 3  | 15 | 41 | 49 | -8   |
| 12   | PFC Spartak Pleven               | 27  | 30 | 10 | 7  | 13 | 29 | 53 | -24  |
| 13   | Botev Vratsa                     | 25  | 30 | 9  | 7  | 14 | 34 | 38 | -4   |
| 14   | Maritsa Plovdiv P                | 23  | 30 | 10 | 3  | 17 | 34 | 51 | -17  |
| 15   | Beroe Stara Zagora exclu         | 16  | 30 | 6  | 4  | 20 | 19 | 64 | -45  |
| 16   | Krakra Pernishki Pernik          | 15  | 30 | 5  | 5  | 20 | 24 | 59 | -35  |

|  | Qualification pour la Coupe des clubs champions 1970-1971                                |
|  | Qualification pour la Coupe des Coupes 1970-1971                                         |
|  | Qualification pour la Coupe des villes de foires 1970-1971                               |
|  | Relégation en deuxième division                                                          |
|  | T : Tenant du titre C : Vainqueur de la Coupe de Bulgarie P : Promu de deuxième division |

- Le club du Beroe Stara Zagora est exclu du championnat à la suite de graves incidents survenus lors de la 18e journée; les rencontres lui restant à disputer sont perdues sur tapis vert 3-0.

## Bilan de la saison
| Championnat de Bulgarie de football 1969-1970 |                                  |
| Champion                                      | Levski-Spartak Sofia (1er titre) |
| Coupes et trophées                            |                                  |
| Vainqueur de la Coupe de Bulgarie 1969-1970   | Levski-Spartak Sofia             |
| Qualifications continentales                  |                                  |
| Coupe des clubs champions 1970-1971           | Levski-Spartak Sofia             |
| Coupe des Coupes 1970-1971                    | CSKA Septemvriysko zname Sofia   |
| Coupe des villes de foires 1970-1971          | Trakia Plovdiv                   |
| Coupe des villes de foires 1970-1971          | ZhSK-Slavia Sofia                |
| Promotions et relégations                     |                                  |
| Promus en Vissha PFL                          | Nikolay Laskov Yambol            |
| Promus en Vissha PFL                          | Chardafon-Orlovets Gabrovo       |
| Relégués en B PFL                             | Krakra Pernishki Pernik          |
| Relégués en B PFL                             | Beroe Stara Zagora               |